# Drosophila limbiventris
Drosophila limbiventris är en tvåvingeart som beskrevs av Oswald Duda 1925. Drosophila limbiventris ingår i släktet Drosophila och familjen daggflugor.
Artens utbredningsområde är Costa Rica.